# Província da Pomerânia (1815–1945)
A província da Pomerânia (alemão: Provinz Pommern) era uma província do Reino de Prússia e do Estado Livre da Prússia de 1815 a 1945. A partir de 1871, passou a integrar o Império Alemão. Após a dissolução da Alemanha Nazista em 1945, seu território foi dividido entre a Polônia e a Alemanha ocupada pelos Aliados.

## Demografia
- 1818: A província com uma área estimada de 540 milhas quadradas (prussianas) tinha uma população de 630.000. O oficial do estado prussiano (Staatsminister) von Beyme afirmou em seu relatório que a província estava em um "baixo estado de população e cultura".[1]
- 1823: Em 1823, Georg Hassel publicou os seguintes dados sobre a população da Província da Pomerânia:[2]

| Grupo étnico                 | População | Porcentagem |
| ---------------------------- | --------- | ----------- |
| Alemães                      | 633.000   | 90,3%       |
| Eslavos Vendos e Cassubianos | 65.000    | 9,3%        |
| Judeus                       | 2.976     | 0,4%        |
| Total                        | 700.765   | 100,0%      |

De acordo com Georg Hassel, havia 65.000 falantes de eslavo em todo a província da Pomerânia em 1817–1819. As estimativas modernas apenas para as partes orientais da Pomerânia no início de 1800 variam entre 40.000 (Leszek Belzyt) e 25.000 (Jan Mordawski, Zygmunt Szultka). O número caiu para entre 35.000 e 23.000 (Zygmunt Szultka, Leszek Belzyt) nos anos de 1827 a 1831. Entre 1850 e 1860, havia cerca de 23.000 a 17.000 falantes de eslavos restantes na Pomerânia, contra 15.000 no ano de 1892, de acordo com Stefan Ramułt . O número estava diminuindo devido à germanização. A maior parte da população eslava do século 19 na Pomerânia estava concentrada nos condados mais orientais: especialmente Bytów, Lębork e Słupsk.
Até 1841, a imigração para a província era maior do que a emigração. Essa tendência se inverteu desde 1850. No entanto, a população cresceu ainda mais devido às altas taxas de natalidade.
- 1850: 1.255.900 habitantes, predominantemente protestantes, 11.100 católicos, 9.700 judeus e 100 menonitas.[4]
- 1858: 1.125.000 pessoas, 28% das quais viviam em cidades.[5]
- 1871: 1.431.492 pessoas, 68,7% delas viviam em comunidades com menos de 2.000 habitantes.[6]
- 1875: 1.445.852 pessoas viviam na província, então com uma área de 30 131 km². Destes, 685.147 viviam em Regierungsbezirk Stettin e 554.201 em Regierungsbezirk Köslin.[7]
- 1890: 1.520.889 pessoas, 62,3% das quais viviam em comunidades com menos de 2.000 habitantes e 7,6% em Estetino.[6] Entre eles estavam 1.476.300 protestantes, 27.476 católicos, 4.587 pessoas pertencentes a outros grupos religiosos cristãos, 200 dissidentes e 12.246 judeus; 1.519.397 eram cidadãos do  Império Alemão, 758 vieram de territórios estrangeiros anexados ao império e 734 não pertenciam a nenhum desses grupos. Com exceção de 10.666 pessoas compostas por poloneses, cassubianos e masurianos, todas as pessoas da província usavam o alemão como língua nativa.[8] De acordo com Stefan Ramułt, o número de falantes de eslavo era maior, 15.000 apenas nos três condados mais orientais de Słupsk, Lębork e Bytów no ano de 1892.

Entre 1871 e 1914, a principal característica da demografia da província foi a migração das áreas rurais, primeiro para centros urbanos (Landflucht), depois para destinos em outras províncias alemãs e no exterior (Ostflucht). Apesar da emigração durante esse período, a população aumentou em 300.000 pessoas.
- Entre 1871 e 1880, 61.700 pessoas emigraram para a América.[9]
- Entre 1881 e 1890, 132.100 pessoas emigraram para a América; 95.000 deles emigraram entre 1881 e 1885.[9]
- Entre 1891 e 1900, 56.700 pessoas emigraram para a América.[9]
- Entre 1871 e 1895, 242.505 pessoas emigraram da província, principalmente de 1880 a 1885 (95.000 emigrantes).[10]
- Entre 1880 e 1910, 426.000 pessoas a mais emigraram do que imigraram. Os emigrantes vieram principalmente das áreas rurais, de onde saíram por razões econômicas; os principais destinos eram o Vale do Ruhr e Berlim (Ostflucht).[11]

A maioria das pessoas emigrou de Regierungsbezirk Köslin, onde os números da população de 1880 só foram alcançados novamente em 1899.
A Província da Pomerânia era uma das três províncias (as outras duas eram a Prússia Ocidental e a Província de Posen) responsável pela maioria dos emigrantes alemães que foram para o exterior. Os comissários imperiais para a emigração (Reichskommissar für Auswanderung) organizaram a emigração de Hamburgo, Bremen, Estetino, e Swinemünde. A emigração para o exterior terminou em 1893, quando na América a disponibilidade gratuita de reivindicações de solo terminou.
- 1905: 1.684.326 habitantes, 1.616.550 eram protestantes, 50.206 católicos romanos e 9.660 judeus, (1900) 14.162 falantes de polonês (na fronteira da Prússia Ocidental) e 310 falantes de cassubiano (nos lagos Lebasee e Gardescher See).[13]
- 1907:  440.000 pessoas nascidas na província viviam em outras áreas da Alemanha.[9]
- 1910:  1.716.921 habitantes, 55,3% daqueles viviam em comunidades com menos de 2.000 habitantes e 13,7% em Estetino.[6] Destes, a maioria era protestante (1.637.299; ou seja, 95,36%), 56.298 eram católicos romanos (3,27%), menos de um por cento eram luteranos antigos (principalmente nos condados de Cammin e Greifenberg) e 8.862 eram judeus (0,52%)[14]

Trabalhadores sazonais poloneses foram empregados na agricultura da Pomerânia desde a década de 1890, inicialmente para substituir os emigrantes. Em 1910, 7.921 poloneses viviam constantemente na província. Em 1912, 12.000 trabalhadores sazonais estavam empregados na agricultura, em 1914 seu número aumentou para 42.000.
- 1919: Em 8 de outubro de 1919, a província tinha 1.787.179 habitantes. Essa população aumentou em 160.000 em 1925.[16]

Em 1 de outubro de 1938, a maior parte da antiga Província de Posen-Prússia Ocidental foi fundida na Província da Pomerânia, adicionando uma área de 5,787 km2 (2,234 sq mi) com uma população de 251.000.
Em 15 de outubro, os limites da cidade de Estetino foram expandidos para uma área de 460 km2 (180 sq mi), abrigando 383.000 pessoas.
Durante a conquista soviética da Transpomerânia e as subsequentes expulsões dos alemães até 1950, 498.000 pessoas da parte da província a leste da Linha Oder-Neisse morreram, representando 26,4% da antiga população. Dos 498.000 mortos, 375.000 eram civis e 123.000 eram soldados da Wehrmacht. Estimativas baixas dão um milhão de expulsos da então parte polonesa da província em 1945 e nos anos seguintes. Apenas 7 100 km2 (2 700 sq mi) permaneceram com a Alemanha, cerca de um quarto do tamanho da província antes de 1938 e um quinto do tamanho depois.